# Lukáš Opiela
Lukáš Opiela (* 13. ledna 1986, Humenné) je slovenský fotbalový záložník či obránce, od léta 2017 hráč klubu MFK Skalica. Reprezentoval Slovensko v mládežnických kategoriích. Mimo Slovensko působil na klubové úrovni v Česku a Itálii.

## Klubová kariéra
Svoji fotbalovou kariéru začal v HFC Humenné, kde se postupně přes všechny mládežnické kategorie propracoval do prvního mužstva.

### FC Tescoma Zlín
V létě 2005 přestoupil do klubu FC Tescoma Zlín z východu Moravy, který se pro něj stal prvním zahraničním angažmá. V týmu strávil dvě a půl sezony a v 53 ligových zápasech vstřelil 1 gól. 

### FK Mladá Boleslav
V lednu 2008 přestoupil za 10 milionů Kč do Mladé Boleslavi, což byl tehdy nejvyšší transfer zlínského klubu. V Gambrinus lize debutoval za Mladou Boleslav 19. dubna 2008 v utkání právě proti domácímu Zlínu. Dostal se na hřiště ve druhém poločasu jako střídající hráč, Mladá Boleslav vyhrála 1:0. V říjnu 2011 vstřelil ve dvanácté minutě proti Teplicím gól, ale deset minut nato se po střetu s Milanem Matulou zranil, utrpěl zlomeninu holenní kosti. Vrátil se po desetiměsíční rekonvalescenci v domácí odvetě 3. předkola Evropské ligy 2012/13 s nizozemským klubem Twente Enschede, Mladá Boleslav zápas prohrála stejným výsledkem jako první střetnutí 0:2 a z Evropské ligy vypadla. V mužstvu působil 5 a půl roku a v 79 zápasech dal 3 branky.

### FK Senica
Před sezonou 2013/2014 podepsal dvouletý kontrakt s následnou opcí v Senici. Ve slovenské nejvyšší soutěži za Senici debutoval v ligovém utkání 13. července 2013 proti FC Spartak Trnava (výhra Senice 2:1), když v 89. minutě vystřídal Milana Jiráska. První gól vstřelil za mužstvo v ligovém zápase 15. března 2014 proti FC Nitra (výhra Senice 2:1). V ročníku 2013/14 byl několikrát zraněný. 14. května 2015 v týmu společně s Pavlem Čermákem, Tomášem Kóňou a Tomášem Majtánem předčasně skončil.

### Robur Siena
V létě 2015 přestoupil jako volný hráč do italského klubu Robur Siena hrajícího ligu Lega Pro (profesionální 3. liga). Klub dříve hrával v nejvyšší italské lize Serie A, kvůli finančním machinacím byl přeřazen do 3. ligy.
Zde odehrál Lukáš za sezonu 28 zápasů, vedl jej mj. trenér Altzori. Mužstvu se nakonec nepodařilo získat vytoužený postup do Serie B, změnil se navíc majitel a tak se Lukáš Opiela po sezóně rozhodl ukončit působení na Apeninském poloostrově a v srpnu 2016 se vrátil do Prahy, kde měl bydliště. Jistý zájem o něj projevil i klub AC Pisa 1909, jemuž se v ročníku 2015/16 zdařil postup do Serie B.

### Sezóna 2016/17: bez angažmá
V Praze začal trénovat s mužstvem Bohemians 1905, zájem o něj měl trenér Miroslav Koubek, jenž ho znal z působení v Mladé Boleslavi. Podepsání smlouvy bylo podmíněno několika okolnostmi a nakonec nevyšlo. Na jaře 2017 se Opiela připravoval individuálně nebo s kondičním trenérem.

### MFK Skalica
Na přelomu července/srpna 2017 se dohodl na angažmá s druholigovým slovenským klubem MFK Skalica, zájem o něj měl trenér Jozef Kostelník.

### Klubové statistiky
Aktuální k 8. červnu 2016
| Sezona  | Klub        | Země      | Soutěž       | Zápasy | Góly |
| ------- | ----------- | --------- | ------------ | ------ | ---- |
| 2013/14 | FK Senica   | Slovensko | Corgoň liga  | 20     | 1    |
| 2014/15 | FK Senica   | Slovensko | Fortuna liga | 23     | 1    |
| 2015/16 | Robur Siena | Itálie    | Lega Pro     | 27     | ?    |

## Reprezentační kariéra
Opiela reprezentoval Slovensko v mládežnických kategoriích. V únoru 2007 jej nominoval do reprezentace do 21 let trenér Jozef Barmoš pro přípravné utkání s Norskem.

## Zajímavost
Jeho fotbalovým vzorem byl v začátcích kariéry nizozemský fotbalista Clarence Seedorf.